# ۲-اتوکسی‌اتانول
۲-اتوکسی‌اتانول (به انگلیسی: 2-Ethoxyethanol) یک ترکیب شیمیایی است. شکل ظاهری این ترکیب، مایع شفاف است.